# Einzlkind
Einzlkind (* 20. Jahrhundert) ist das Pseudonym eines anonymen deutschsprachigen Autors.

## Autor
Über den Autor Einzlkind ist bisher nur wenig bekannt. Unumstritten ist nur, dass es sich bei dem Autor um einen Mann handelt. Die Informationen auf der Website seines Verlegers sind spärlich: Einzlkind soll entweder in England oder Deutschland leben; er sei ein „militanter Nichtraucher und schwer übergewichtig“. Seine auf Deutsch erschienenen Bücher sind nach Angaben des Verlags keine Übersetzungsarbeit, was die Vermutung nahelegt, dass Deutsch seine Muttersprache ist.

## Rezeption
Die ersten beiden Romane von Einzlkind mit den Titeln Harold und Gretchen wurden vom Verlag Edition Tiamat (Berlin) des Autors Klaus Bittermann verlegt. Das Manuskript für sein Erstlingswerk Harold soll der Autor laut Aussage des Verlags ohne vorherige Absprache an den Verlag eingesendet haben; es wurde entgegen der dreißigjährigen Verlagspraxis dennoch angenommen und wurde zu einem Überraschungserfolg.
Beide Bücher Einzlkinds wurden kurz nach ihrem Erscheinen zu Bestsellern. Die Lizenzen für ausländische Ausgaben von Harold wurden nach Italien, Spanien und Korea verkauft. In den Feuilletons der Frankfurter Rundschau, der Frankfurter Allgemeinen Zeitung, des Tagesspiegels und der Tageszeitung (taz) sowie im Online-Kulturmagazin Perlentaucher erschienen positive Rezensionen seiner Werke; vor allem sein Sprachwitz und sein „schwarzer britischer Humor“ wurden lobend hervorgehoben. In der Hörbuch-Reihe „Brigitte – starke Stimmen“ wurde im Jahr 2011 eine gekürzte Fassung von Harold, gelesen vom Schauspieler Benno Fürmann, veröffentlicht.
Im September 2015 erschien der dritte Roman Einzlkinds mit dem Titel Billy im Insel-Verlag. Nahezu zeitgleich wurde vom Hörbuch-Verlag Hamburg eine Fassung als Hörbuch mit dem Schauspieler Florian von Manteuffel als Sprecher veröffentlicht.

## Werke
- 2010: Harold, Roman, Edition Tiamat (Verlag Klaus Bittermann), Berlin 2010, ISBN 978-3-89320-142-6.
- 2011: Brigitte – starke Stimmen. Teil: Benno Fürmann liest: „Harold“ (gekürzte Fassung), Hörbuch, Random House Audio, Köln 2011, ISBN 978-3-8371-0879-8.
- 2013: Gretchen, Roman, Edition Tiamat (Verlag Klaus Bittermann), Berlin 2013, ISBN 978-3-89320-176-1.
- 2015: Billy, Roman, Insel-Verlag, Berlin 2015, ISBN 978-3-458-17647-3.
- 2015: Billy, Hörbuch, Hörbuch Hamburg, 6 CDs, 418 Min., Hamburg 2015, ISBN 978-3-95713-018-1.
- 2021: Minsky, Roman, Edition Tiamat (Verlag Klaus Bittermann), Berlin 2021, ISBN 978-3-89320-263-8.